# Pont del Común
Le pont del Común traverse le río Bogotá au niveau de la municipalité colombienne de Chía. Il a été construit en 1796, lors de la période coloniale.
Il acquiert le statut de monument national via la décret no 1584 du 11 août 1975.